# Аріанна Фонтана
Аріанна Фонтана (італ. Arianna Fontana, 14 квітня 1990) — видатна італійська ковзанярка, що спеціалізується в шорт-треку,  олімпійська чемпіонка та призер Олімпійських ігор, чемпіонка світу та призерка чемпіонатів світу, багаторазова чемпіонка Європи. 
Аріанна здобула свою першу олімпійську  медаль, бронзову в естафеті на 3000 м, на Туринській олімпіаді, коли їй було 16. На Олімпіаді у Ванкувері вона виборола ще одну бронзову медаль — на дистанції 500 м.
Золоту олімпійську медаль та звання олімпійської чемпіонки Фонтана виборола на дистанції 500 метрів на Пхьончханській олімпіаді.

## Олімпійські ігри
| Рік  | Місто                     | 500 метрів | 1000 метрів | 1500 метрів | Е | ЗЕ  |
| ---- | ------------------------- | ---------- | ----------- | ----------- | - | --- |
| 2006 | Турин, Італія             | 11         | 6           | —           | 3 | Н/Д |
| 2010 | Ванкувер, Канада          | 3          | 12          | 9           | 6 | Н/Д |
| 2014 | Сочі, Росія               | 2          | 16          | 3           | 3 | Н/Д |
| 2018 | Пхьончхан, Південна Корея | 1          | 3           | 7           | 2 | Н/Д |
| 2022 | Пекін, Китай              | 1          | PEN         | 2           | 5 | 2   |

## Виноски
1. 1 2  https://www.sports-reference.com/olympics/athletes/fo/arianna-fontana-1.html
2. ↑  Women's 500 metres results. Архів оригіналу за 16 грудня 2019. Процитовано 14 лютого 2018. [Архівовано 2019-12-16 у Wayback Machine.]